# أكول دي مابيور
أكول قرنق دي مابيور هي مخرجة، عارضة أزياء، سيدة أعمال، وناشطة في مجال حقوق المرأة من جنوب السودان.

## النشأة والأسرة
دي مابيور هي ابنة جون قرنق دي مابيور، القائد العام السابق للجيش الشعبي لتحرير السودان والنائب الأول لرئيس السودان، وريبيكا نياندينغ دي مابيور، سياسية من جنوب السودان ومستشارة رئاسية. توفي والدها في حادث تحطم مروحية عام 2005. هي من عرق دينكا. نشأت دي مابيور في نيروبي ، كينيا.

## المهنة
عملت دي مايبوركعارضة ازياء وكانت قد وقعت مع "ايس" موديلات جنوب افريقيا، "واي نوت موديل مانجمينت"- ميلان ، اليتي باريس، وماجستير إدارة هامبورغ. في عام 2011 ، سار دي مابيور على منصة العرض في عرض الربيع لماكس مارا وعروض الخريف لفيفيان ويستوود، وساس آند بايد ، وبول سميث، وفالنتين يوداشكين.
في عام 2012 ، سارت على المدرج في عروض الخريف لهيرميس وجاسبر كونران وجان بيير براغانزا ولويز جراي وإميليو دي لا موران وسارت في عروض الخريف لدامير دوما وإنغريد فلاسوف وماكس مارا وبيتر جنسن وأغانوفيتش ودوزان، مارتن جرانت، جاسبر كونران، أشلي إيشام، باكو رابان، جوليان ديفيد، إيسي مياكي، وماوريتسيو بيركورارو. في أسبوع الموضة في باريس عام 2012 ، سارت مع فيفيان ويستوود وشانيل.
في عام 2012 ظهرت في افتتاحيات مجلة Elle ،, L'Officiel Netherlands, Dazed, ، وكانت فتاة الغلاف لأنابيل. كانت أيضًا جزءًا من فيلم شانيل Little Black Jacket Book القصير.
في عام 2013 ظهرت في مقالات افتتاحية لمجلة The City Magazine و The Ones 2 Watch وسارت في عروض الخريف لصالح Costello Tagliapietra، أكاديمية جامعة الفنون، DVF ، ثوم براون، مارا هوفمان، وكوستو دالماو وفي عرض الربيع لماريسا ويب.
تقاعدت دي مابيور من عرض الأزياء وانتقلت إلى جنوب إفريقيا، حيث عملت على ثلاثة أفلام مستقلة. أخرجت فيلم بعنوان شوربة الطماطم، الذي ظهر لأول مرة في مهرجان ديربان السينمائي الدولي.
وهي عضوة في مجلس إدارة منظمة Embrace Dignity ، وهي منظمة نسائية لحقوق الإنسان تدافع عن إصلاح القانون لإنهاء التجار بالجنس والطلب على الدعارة.

## حياة الشخصية
دي مايبور طالبة دراسات عليا في جامعة كيب تاون. كطالبة جامعية، درست الإنتاج السينمائي والإعلامي وتخصصت في الكتابة ودراسات النوع الاجتماعي. وهي حاصلة على درجة ثانية في النظرية والتطبيق السينمائي.